# 에스디티 (기업)

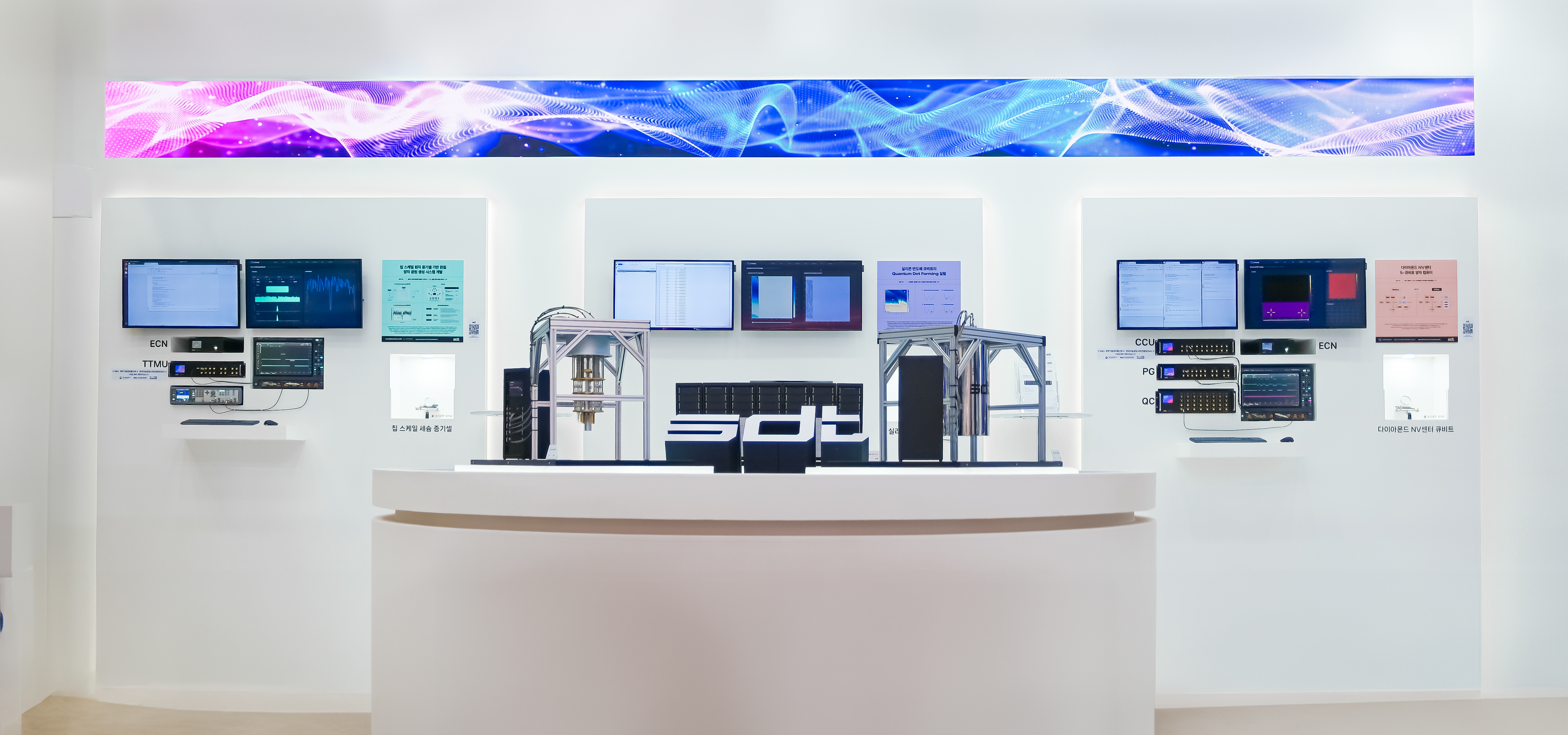
SDT Inc. at Quantum Korea 2024

에스디티 주식회사(SDT Inc.)는 대한민국의 산업 DX 솔루션 및 양자표준기술을 다루는 기업으로, 대한민국과 일본에 법인을 두고 있다.
양자 컴퓨팅에 필요한 초정밀 계측 및 제어 장비, 양자 컴퓨팅 클라우드, 양자 통신 장비와 카메라, 양자 센싱을 위한 광학 장비 등을 중심으로 한 제조 사업을 하고 있다. NH투자증권을 대표주관사로 상장을 준비중이다.

## 사업 분야
- 양자 컴퓨팅
  - 양자 컴퓨팅에 필요한 극저온·진공 환경 장비(CryoRack)
  - 양자 컴퓨팅에 필요한 초정밀 계측 및 제어 장비(Coincidence Counting Unit, Pulse Generator Unit, Time Tagging Measurement Unit, Qubit Controller Unit 등)
  - 양자-고전 하이브리드 양자컴퓨팅 클라우드 서비스(QuREKA)
- 양자 통신
  - 1:N 양자 키 분배 (1:N QKD) 장비
  - QRNG 카메라
- 양자 센싱
  - Quantum Dot Sensor 카메라
  - 데이터 수집 장비 등

## 양자컴퓨팅 클라우드
- 한국과학기술정보연구원(KISTI)이 발주한 '양자컴퓨팅 클라우드 웹서비스 및 프레임워크의 프로토타입 개발'의 사업자로 선정되어 초전도체 방식 양자 클라우드를 구축한 바 있으며[3], 한국과학기술정보연구원 양자정보응용연구단(KISTI)과 클라우드 기반 양자컴퓨팅 실행 기술 연구 개발에 대한 업무협약(MOU)을 체결하고 2025년 내 양자컴퓨팅 클라우드 서비스 상용화할 예정이다.[4]

## 연혁
- 2017년 주식회사 시그마델타테크놀로지 설립
- 2018년 Arm 프로세서 기반 MCU 보드 출시 및 Mbed OS 플랫폼 프로토타입 개발
- 2019년 시스템 모듈(System-on-Module) 출시
- 2020년 일본법인 SDT K.K. 설립
- 2021년 SDT 주식회사로 사명 변경
- 2022년 한국과학기술정보연구원(KISTI) '양자컴퓨팅 클라우드 웹서비스 및 프레임워크의 프로토타입 개발' 사업 수주
- 2022년 과학기술정보통신부, 경찰청 '양자기술 기반 보안문제 차단 IP카메라 개발' 과제 선정
- 2023년 양자 초정밀 계측제어 장비 해외 수출 개시
- 2023년 양자 과학기술 발전 유공 포상 과학기술정보통신부 장관 표창 수상
- 2023년 벤처창업진흥 유공 포상 국무총리 표창 수상
- 2024년 부산대 문한섭 교수 연구팀의 ‘원자 기반 양자얽힘 광원 구현 기술’ 이전
- 2024년 서울대 김도헌 교수 연구팀과 ‘반도체 양자컴퓨터 측정 소프트웨어 플랫폼 개발’ 공동연구 계약
- 2024년 일본 벳푸시, 오이타대학과 ‘생성형 AI 활용 사업 시범 운영 협력’ 계약 체결
- 2024년 KRISS, 고려대학교, LG전자와 중성원자 생태계 조성을 위한 MoU 체결
- 2025년 MIMOS Berhad와 말레이시아 최초 초전도 양자컴퓨터 구축 및 양자 기술 산업 전반의 발전을 위한 협력계약서 체결

## 같이 보기
- 양자정보과학
- 양자 컴퓨터
- 양자 암호
- 양자 역학
- 에지 컴퓨팅

## 참고문헌
1. ↑  https://www.sdt.inc/about-us
2. ↑  이주영, SDT, 국내 첫 양자기술 상장기업 목표로 기술특례상장 준비, AI타임스, 2023.10.24
3. ↑  “SDT, 양자컴퓨팅 클라우드 웹서비스 개발사업자 선정”. 2022년 10월 27일. 2024년 7월 11일에 확인함.
4. ↑  박남수 (2024.07.02). “SDT, 2025년 내 양자컴퓨팅 클라우드 서비스 상용화”. 《정보통신신문》. 2024년 7월 11일에 확인함.